# Брешианелло, Джузеппе Антонио
Джузеппе Антонио Брешианелло (итал. Giuseppe Antonio Brescianello; Болонья, около 1690 г. — Штутгарт, 4 октября 1758 г.) — итальянский композитор и скрипач.

## Биография
Имя Брешианелло впервые упоминается в документе 1715 года, из которого известно, что курфюрст Баварии назначил его скрипачом в своем придворном оркестре в Мюнхене. Уже в 1716 году, после смерти Иоганна Кристофа Пеца, он получил должность дирижёра и мэтра камерных концертов при Вюртембергском дворе в Штутгарте. В 1717 году был назначен придворным капельмейстером. Около 1718 года Брешианелло написал пасторальную оперу «Фисба», которую посвятил эрцгерцогу Эберхарду Людвигу Вюртембергскому, в тщетной надежде, что она войдет в репертуар Штутгартского театра. В период между 1719 и 1721 годами у него были серьёзные разногласия с Рейнхардом Кайзером, неоднократно и безуспешно пытавшимся получить его пост. В 1731 году Брешианелло стал оберкапельмейстером, но в 1737 году финансовые проблемы привели к тому, что суд уволил оперный персонал, включая самого Брешианелло.
Впоследствии Брешианелло обратился к композиции инструментальной музыки, написав 12 концертов и симфоний, а спустя некоторое время — 18 пьес для галлихона (галлихон здесь означает мандору или инструмент, похожий на лютню, но часто настроенный так же, как современная классическая гитара. «Gallichone» не следует путать со сходным «colascione», лютней также с длинной шейкой, для которой, однако, таких сонат не сочинялось). Когда в 1744 году финансовые проблемы при дворе уменьшились, Брешианелло снова был нанят герцогом Карлом-Евгением в качестве оберкапельмейстера, в основном «из-за его особых познаний в музыке и его превосходных способностей». Он дирижировал придворной музыкой и оперой до выхода на пенсию (между 1751 и 1755 годами). Его преемниками были Игнац Хольцбауэр, а затем Никколо Джоммелли.

## Список работ
- 12 концертов и симфоний Op. 1 (Амстердам, 1738 г.)
- Концерты для трио
- Около 15 трио-сонат для различных ансамблей.
- 1 прелюдия и 18 партит для калихона (галлихона)
- Симфония в 4 частях
- Несколько концертов, симфонических концертов и оркестровых сюит
- Фисба (пасторальная опера), 1717—1718 гг.
- Торжественная месса (для четырёх голосов)
- 2 кантаты Sequir fera che fugge e Core Amante di perche